# Port Neill
Port Neill – miasto w Australii, w stanie Australia Południowa.